# Tinantia umbellata
Tinantia umbellata är en himmelsblomsväxtart som först beskrevs av Vahl, och fick sitt nu gällande namn av Ignatz Urban. Tinantia umbellata ingår i släktet änketårssläktet, och familjen himmelsblomsväxter. Inga underarter finns listade.